# Piazza Mazzini (Castel Goffredo)

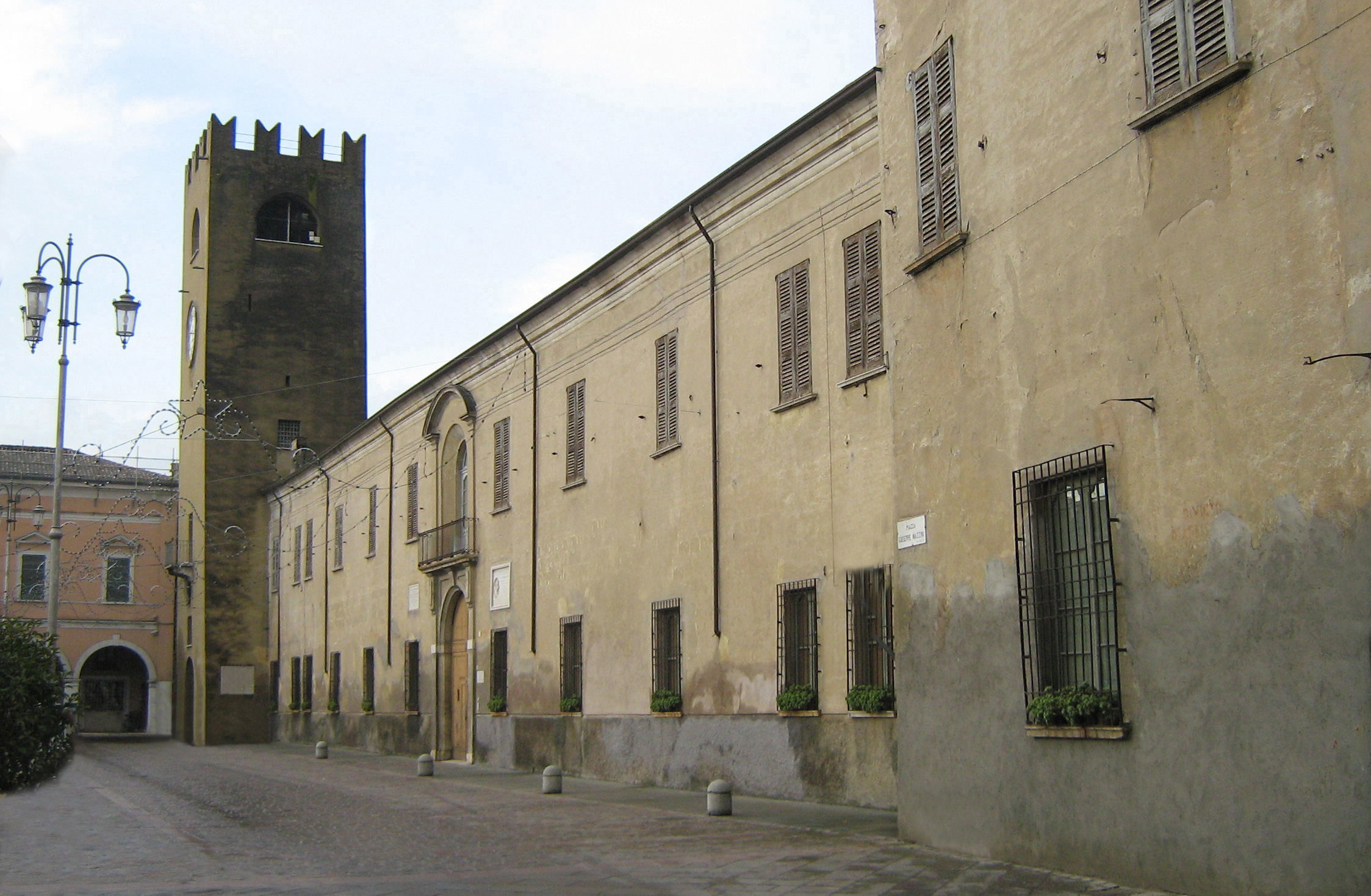
Palacio Gonzaga-Acerbi

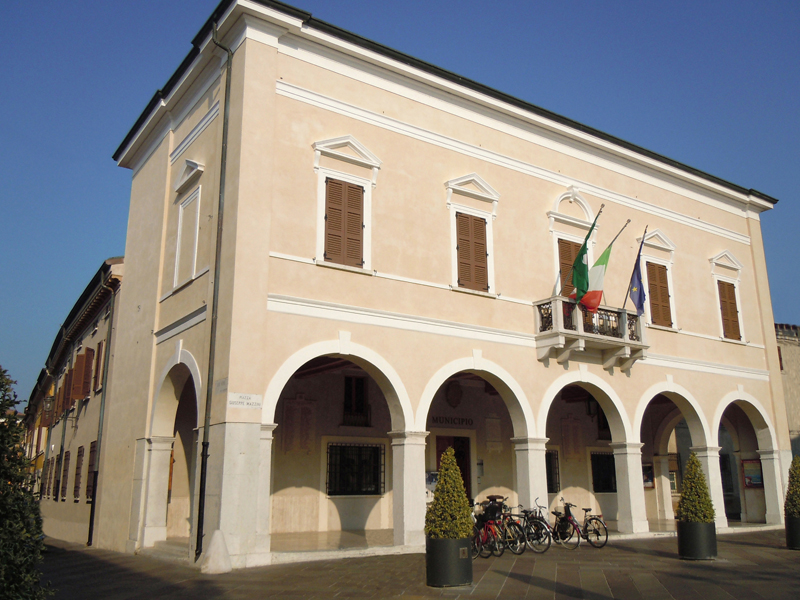
Ayuntamiento de Castel Goffredo

Piazza Mazzini es una plaza pública en el centro de Castel Goffredo, región de Lombardía, Italia.

## Historia
Representa el corazón de la ciudad, un centro político, religioso y comercial y los edificios más importantes lo pasan por alto:
- Palacio Gonzaga-Acerbi, que consiste en el antiguo Palazzo del Vicario con la torre cívica y el Torrazzo, al norte;
- Iglesia Provostorial de Sant'Erasmo, en el este;
- Palacio Riva y las arcadas con tiendas de comerciantes, al sur;
- Ayuntamiento de Castel Goffredo, edificio municipal, al oeste.

Su diseño planimétrico se ha mantenido casi sin cambios a través de los siglos: la plaza se caracteriza por un plan rectangular, presumiblemente correspondiente al antiguo Foro Romano.
Ya existente a principios del siglo XIV, la plaza fue atravesada por el canal de Tartarello, luego descubierta, que también alimentó el foso de defensa frente al palacio de los señores de Castel Goffredo. Rediseñado a principios del siglo XVI durante el marquesado de Aloisio Gonzaga, es un lugar particularmente sugerente y espectacular y a menudo se elige para albergar eventos culturales, conciertos y eventos públicos, como el tradicional carnaval de Castel Goffredo con la elección de Rey Gnocco (en italiano: Re Gnocco).
Siempre ha sido el centro de la vida de la ciudad: desde 1457 se celebraron ferias, las fiestas por la llegada de los obispos e incluso las principales personalidades que visitaron Castel Goffredo siempre han pasado por esta plaza: por Carlos I de España, Sacro Emperador Romano 28 de junio de 1543, a Carlos Borromeo en 1580, a Víctor Manuel II de Italia, el futuro rey de Italia en mayo de 1848, a Giuseppe Garibaldi, del 27 al 28 de abril de 1862.
El 3 de enero de 1593, Rodolfo Gonzaga (1569-1593), marqués de Castel Goffredo, hermano de santo Luis Gonzaga, fue asesinado en la puerta principal de la iglesia de Sant'Erasmo, camino a la misa, acompañado por su esposa Elena Aliprandi y su hija Cinzia Gonzaga.
En la historia ha sufrido varios cambios de denominación: piazza del Ponte dell'Olmo (Platea Pontis Ulmi), luego piazza d'Armi, piazza Umberto I y luego piazza Mazzini.
En ciertas épocas del año, el mercado callejero del jueves se lleva a cabo dentro, establecido por un decreto del 1 de julio de 1457 por el marqués Alessandro Gonzaga.
Al lado de las arcadas se encuentra la fuente de mármol del siglo XIX, una vez utilizada para beber.